# Михеев, Виктор Петрович
Виктор Петрович Михеев (27 октября 1933, Томск — 14 декабря 2003, Омск) — советский и российский учёный в области технологии железнодорожного транспорта, доктор технических наук, профессор, действительный член Российской академии транспорта.

## Биография
С 1977 года возглавлял кафедру «Системы электроснабжения электрических железных дорог» Омского института инженеров транспорта.
Является автором 456 научных и учебно-методических работ, 131 изобретения, в том числе монографий «Этапы развития электроподвижного состава отечественных железных дорог» совместно с В. П. Феоктистовым и И. Е. Чертковым и «Совершенствование систем контактного токосъёма с жёстким токопроводом» совместно с О. А. Сидоровым (обе 2003). Основные труды — по определению базовых технических параметров скоростных систем токосъема для магистральных железных дорог и монорельсовых транспортных систем. Создал научную школу «Контактная сеть и токосъём», в которой подготовил 5 докторов, 21 кандидата технических наук. Участвовал в организации скоростного движения на линии Москва — Санкт-Петербург.
В Омске подготовил и опубликовал учебные пособия «Совершенствование узлов и характеристик современных токоприёмников» (1987), «Контактные подвески и их характеристики» (1990, совместно с В. И. Себелевым), «Особенности узлов и характеристик перспективных токоприёмников» (1991). В московском издательстве «Транспорт» вышел учебник для ВУЗов «Контактная сеть и линии электропередачи» (2003).
Умер 14 декабря 2003 года в Омске. Похоронен на Северо-Восточном кладбище Омска.